# Ivo Soares
Ivo Soares, właśc. Ivo Ribeiro Soares (ur. 16 grudnia 1938 w Rio de Janeiro) – piłkarz brazylijski, występujący na pozycji pomocnika.

## Kariera klubowa
W czasie kariery piłkarskiej Ivo Soares grał w klubach São Cristóvão Rio de Janeiro i CR Flamengo.

## Kariera reprezentacyjna
W 1964 roku Ivo Soares uczestniczył w Igrzyskach Olimpijskich w Tokio. Na turnieju Ivo Soares był podstawowym zawodnikiem i wystąpił we wszystkich trzech meczach grupowych reprezentacji Brazylii z Egiptem, Koreą Południową i Czechosłowacją.